# Bisco Hatori
Bisco Hatori (jap. 葉鳥ビスコ Hatori Bisuko; ur. 30 października 1975 w Saitamie) – japońska mangaka, autorka popularnej shōjo-mangi Ouran High School Host Club.
Pracowała dla wielu magazynów, m.in. LaLa, w której to pojawiła się jej pełna sukcesu manga. Jej pierwszym debiutem była manga A Moment of Romance, która pojawiła się w magazynie LaLa DX. Jej pierwszą serią było Millennium Snow, którą przerwała ze względu na debiut komedii Ouran High School Host Club. Jest to jej największy hit (w 2008 i 2009 roku była jedną z 50 najlepiej sprzedających się mang w Japonii). W 2010 roku skończyła Ouran High School Host Club.

## Twórczość
- A Romance of One Moment
- Millennium Snow – 2 tomy
- Ouran High School Host Club – 18 tomów